# Истра (платформа)
И́стра — остановочный пункт Рижского направления Московской железной дороги в одноимённом городе Московской области.
Платформа построена в 1900-х годах, названа по одноимённому городу Истра (до 1930 года — Воскресенск). До 1901 года носила название «пл. 54 верста».
Пассажирская платформа островная, прямая, оборудована турникетами. Вход на платформу со стороны железнодорожного переезда. Платформа относится к 7 тарифной зоне. Имеет выход на улицу Ленина, Воскресенскую пл., и ул. Юбилейная. На Воскресенской площади находится автостанция Истра, с которой отходят автобусы по всему району.
Время движения от Рижского вокзала — 1 час 20 мин.

## Общественный транспорт
Около станции находятся конечные остановки автобусов и маршрутных такси, а также стоянка такси
| № маршрута | Маршрут                                          |
| ---------- | ------------------------------------------------ |
| 372        | платформа Истра — метро Тушинская                |
| 46         | платформа Истра — Глебово (через Зелёный курган) |
| 4          | платформа Истра — станция Новоиерусалимская      |
| 32         | платформа Истра — Рождествено                    |
| 7          | платформа Истра — Больница                       |
| 39         | платформа Истра — Агрогородок                    |